# Gonzalo Inzunza Inzunza
Gonzalo Inzunza Inzunza, detto anche El Macho Prieto (Culiacán, 17 agosto 1971 – Puerto Peñasco, 18 dicembre 2013), è stato un criminale messicano.
Inzunza è stato uno dei capi del Cartello di Sinaloa, un'organizzazione criminale transanazionale messicana. Lavorò come coordinatore dei sicari del cartello sotto la tutela di Ismael "El Mayo" Zambada e come capo regionale del cartello negli stati della Bassa California e di Sonora. La sua base operativa era a Mexicali, da dove ha coordinato il traffico di marijuana e cocaina attraverso il confine della regione Calexico-Mexicali.

## Biografia

### Morte
Inzunza Inzunza fu ucciso in uno scontro a fuoco con i marines messicani a Puerto Peñasco, Sonora il 18 dicembre 2013. I narcos successivamente fecero sparire il cadavere.